# 蕭同
蕭同（？—6世紀），名一作周，南蘭陵郡蘭陵縣（今江蘇省常州市武進區）人，南朝齊宗室，為齊武帝之孫巴陵王蕭昭冑的嗣子。

## 生平
南朝齊永元三年（501年），巴陵王蕭昭冑因謀劃起兵反抗皇帝蕭寶卷的行為敗露而被處死。同年十二月，擁立齊和帝的蕭衍率兵攻入建康城，恢復蕭昭冑的封爵，並追贈散騎常侍、撫軍將軍。
南朝梁天監元年（502年），蕭衍代齊，下詔削除前朝封爵。而後，作為巴陵王蕭昭冑嗣子的蕭同因齊武帝嫡胤的身份，特被降封為監利縣開國侯，食邑五百戶。蕭同後事不詳。